# Comuni della Moldavia
I comuni della Moldavia costituiscono la suddivisione territoriale di secondo livello del Paese, dopo i 32 distretti, le 3 municipalità (Chișinău, Bălți e Bender) e le 2 unità territoriali (Gagauzia e Transnistria).
La Transnistria, autoproclamatasi indipendente, si è ulteriormente suddivisa in 5 distretti e reclama la sovranità su Bender.
Di seguito l'elenco dei comuni divisi per distretto. Esistono entità sub-comunali chiamati sat (villaggio) elencati sotto il comune di appartenenza.

## Distretto di Anenii Noi
È diviso in 45 località: 1 città (che comprende 5 villaggi) e 25 comuni (che comprendono 14 villaggi)

### Città
- Anenii Noi
  - Albinița
  - Beriozchi
  - Hîrbovățul Nou
  - Ruseni
  - Socoleni

### Comuni
- Botnărești
  - Salcia
- Bulboaca
- Calfa
  - Calfa Nouă
- Chetrosu
  - Todirești
- Chirca
  - Botnăreștii Noi
- Ciobanovca
  - Balmaz
  - Mirnoe
  - Troița Nouă
- Cobusca Nouă
- Cobusca Veche
  - Florești
- Delacău
- Floreni
- Geamăna
  - Batîc
- Gura Bâcului
- Hîrbovăț
- Maximovca
- Mereni
- Merenii Noi
- Ochiul Roș
  - Picus
- Puhăceni
- Roșcani
- Speia
- Șerpeni
- Telița
  - Telița Nouă
- Țînțăreni
  - Crețoaia
- Varnița
- Zolotievca
  - Larga
  - Nicolaevca

## Distretto di Basarabeasca
È diviso in 10 località: 1 città e 6 comuni (che comprendono 3 villaggi):

### Città
- Basarabeasca

### Comuni
- Abaclia
- Bașcalia
- Carabetovca
- Iordanovca
- Iserlia
  - Bogdanovca
  - Carabiber
  - Ivanovca
- Sadaclia

## Distretto di Briceni
È diviso in 39 località: 2 città e 26 comuni (che comprendono 11 villaggi):

### Città
- Briceni
- Lipcani

### Comuni
- Balasinești
- Bălcăuți
  - Bocicăuți
- Beleavinți
- Berlinți
  - Caracușenii Noi
- Bogdănești
  - Bezeda
  - Grimești
- Bulboaca
- Caracușenii Vechi
- Colicăuți
  - Trestieni
- Corjeuți
- Coteala
- Cotiujeni
- Criva
- Drepcăuți
- Grimăncăuți
- Halahora de Sus
  - Chirilovca
  - Halahora de Jos
- Hlina
- Larga
  - Pavlovca
- Mărcăuți
  - Mărcăuții Noi
- Medveja
  - Slobozia-Medveja
- Mihăileni
  - Groznița
- Pererîta
- Slobozia-Șirăuți
- Șirăuți
- Tabani
- Tețcani
- Trebisăuți

## Distretto di Cahul
È diviso in 55 località: 1 città (che comprende 1 villaggio) e 36 comuni (che comprendono 17 villaggi):

### Città
- Cahul
  - Cotihana

### Comuni
- Alexanderfeld
- Alexandru Ioan Cuza
- Andrușul de Jos
- Andrușul de Sus
- Badicul Moldovenesc
- Baurci-Moldoveni
- Borceag
- Brînza
- Bucuria
  - Tudorești
- Burlacu
  - Spicoasa
- Burlăceni
  - Greceni
- Chioselia Mare
  - Frumușica
- Cîșlița-Prut
- Colibași
- Crihana Veche
- Cucoara
  - Chircani
- Doina
  - Iasnaia Poleana
  - Rumeanțev
- Găvănoasa
  - Nicolaevca
  - Vladimirovca
- Giurgiulești
- Huluboaia
- Iujnoe
- Larga Nouă
  - Larga Veche
- Lebedenco
  - Hutulu
  - Ursoaia
- Lopățica
- Lucești
- Manta
  - Pașcani
- Moscovei
  - Trifeștii Noi
- Pelinei
  - Sătuc
- Roșu
- Slobozia Mare
- Taraclia de Salcie
- Tartaul de Salcie
- Tătărești
- Vadul lui Isac
- Văleni
- Zîrnești
  - Paicu
  - Tretești

## Distretto di Cantemir
È diviso in 51 località: 1 città e 26 comuni (che comprendono 24 villaggi):

### Città
- Cantemir

### Comuni
- Antonești
  - Leca
- Baimaclia
  - Acui
  - Suhat
- Cania
  - Iepureni
- Capaclia
- Chioselia
  - Țărăncuța
- Ciobalaccia
  - Flocoasa
  - Victorovca
- Cîietu
  - Dimitrova
- Cîrpești
- Cîșla
  - Șofranovca
- Cociulia
- Coștangalia
- Enichioi
  - Bobocica
  - Floricica
  - Țolica
- Gotești
  - Constantinești
- Haragîș
- Lărguța
- Lingura
  - Crăciun
  - Popovca
- Pleșeni
  - Hănăseni
  - Tătărășeni
- Plopi
  - Alexandrovca
  - Hîrtop
  - Taraclia
- Porumbești
- Sadîc
  - Taraclia
- Stoianovca
- șamalia
- Tartaul
- Toceni
  - Vîlcele
- Țiganca
  - Ghioltosu
  - Țiganca Nouă
- Vișniovca

## Distretto di Călărași
È diviso in 44 località: 1 città (che comprende 1 villaggio) e 27 comuni (che comprendono 15 villaggi):

### Città
- Călărași
  - Oricova

### Comuni
- Bahmut
  - Bahmut, loc. st. c. f.
- Bravicea
- Buda
  - Ursari
- Căbăiești
- Dereneu
  - Bularda
  - Duma
- Frumoasa
- Hirova
- Hîrjauca
  - Leordoaia
  - Mîndra
  - Palanca
- Hoginești
- Horodiște
- Meleșeni
- Nișcani
- Onișcani
  - Hîrbovăț
  - Sverida
- Păulești
- Peticeni
- Pitușca
- Pîrjolteni
- Răciula
  - Parcani
- Rădeni
- Sadova
- Săseni
  - Bahu
- Sipoteni
  - Podul Lung
- Telemeuți
- Tuzara
  - Novaci
  - Seliștea Nouă
- Țibirica
  - Schinoasa
- Vălcineț
- Vărzăreștii Noi

## Distretto di Căușeni
È diviso in 48 località: 2 città (che comprendono 1 villaggio) e 28 comuni (che comprendono 17 villaggi):

### Città
- Căușeni
- Căinari
  - Căinari, loc. st. c. f.

### Comuni
- Baccealia
  - Tricolici
- Baimaclia
  - Surchiceni
- Chircăiești
- Chircăieștii Noi
  - Baurci
- Chițcani
  - Merenești
  - Zahorna
- Ciuflești
- Cîrnățeni
- Cîrnățenii Noi
  - Sălcuța Nouă
- Copanca
- Coșcalia
  - Florica
  - Plop
- Cremenciug
- Fîrlădeni
  - Fîrlădenii Noi
- Gîsca
- Grădinița
  - Leuntea
  - Valea Verde
- Grigorievca
- Hagimus
- Opaci
- Pervomaisc
  - Constantinovca
- Plop-Știubei
- Săiți
- Sălcuța
- Taraclia
- Tănătari
- Tănătarii Noi
  - Ștefănești
  - Ursoaia Nouă
- Tocuz
- Ucrainca
  - Zviozdocica
- Ursoaia
- Zaim
  - Marianca de Sus
  - Zaim, loc. st. c. f.

## Distretto di Cimișlia
È diviso in 39 località: 1 città (che comprende 3 villaggi) e 22 comuni (che comprendono 13 villaggi):

### Città
- Cimișlia
  - Bogdanovca Nouă
  - Bogdanovca Veche
  - Dimitrovca

### Comuni
- Albina
  - Fetița
  - Mereni
- Batîr
- Cenac
- Ciucur-Mingir
- Codreni
  - Zloți, loc.st.c.f.
- Ecaterinovca
  - Coștangalia
- Gradiște
  - Iurievca
- Gura Galbenei
- Hîrtop
  - Ialpug
  - Prisaca
- Ialpujeni
  - Marienfeld
- Ivanovca Nouă
- Javgur
  - Artimonovca
  - Maximeni
- Lipoveni
  - Munteni
  - Schinoșica
- Mihailovca
- Porumbrei
  - Sagaidacul Nou
- Sagaidac
- Satul Nou
- Selemet
- Suric
- Topala
- Troițcoe
- Valea Perjei

## Distretto di Criuleni
È diviso in 43 località: 1 città (che comprende 2 villaggi) e 24 comuni (che comprendono 16 villaggi):

### Città
- Criuleni
  - Ohrincea
  - Zolonceni

### Comuni
- Bălăbănești
  - Mălăiești
  - Mălăieștii Noi
- Bălțata
  - Bălțata de Sus
  - Sagaidac
  - Sagaidacul de Sus
- Boșcana
  - Mărdăreuca
- Cimișeni
- Corjov
- Coșernița
- Cruglic
- Dolinnoe
  - Valea Coloniței
  - Valea Satului
- Drăsliceni
  - Logănești
  - Ratuș
- Dubăsarii Vechi
- Hîrtopul Mare
  - Hîrtopul Mic
- Hrușova
  - Chetroasa
  - Ciopleni
- Ișnovăț
- Izbiște
- Jevreni
- Mașcăuți
- Măgdăcești
- Miclești
  - Stețcani
- Onițcani
- Pașcani
  - Porumbeni
- Răculești
  - Bălășești
- Rîșcova
- Slobozia-Dușca
- Zăicana

## Distretto di Dondușeni
È diviso in 30 località: 1 città e 21 comuni (che comprendono 8 villaggi):

### Città
- Dondușeni

### Comuni
- Arionești
- Baraboi
- Briceni
- Cernoleuca
- Climăuți
- Corbu
- Crișcăuți
- Dondușeni (Dondoșani)
- Elizavetovca (Elisabeta)
  - Boroseni
- Frasin (Frasân)
  - Caraiman
  - Codrenii Noi
- Horodiște (Horodiștea)
- Moșana
  - Octeabriscoe
- Pivniceni
- Plop (Plopi)
- Pocrovca
- Rediul Mare
- Scăieni (Scăienii de Sus)
- Sudarca
  - Braicău
- Teleșeuca (Teleșăuca Veche)
  - Teleșeuca Nouă (Teleșăuca Nouă)
- Tîrnova
  - Briceva
  - Elenovca (Elena-Doamnă)
- Țaul

## Distretto di Drochia
È diviso in 40 località: 1 città e 27 comuni (che comprendono 12 villaggi):

### Città
- Drochia

### Comuni
- Antoneuca (Antoneni)
- Baroncea
  - Baroncea Nouă
- Chetrosu
- Cotova
  - Măcăreuca
- Dominteni
- Drochia (Drochia sat)
- Fîntînița (Ghizdita)
  - Ghizdita, loc.st.c.f.
- Gribova (Nădușita, Nădușița)
- Hăsnășenii Mari
- Hăsnășenii Noi
  - Lazo (Cuza-Vodă)
- Maramonovca (Moara Nouă)
- Miciurin (Ghica-Vodă)
- Mîndîc
- Moara de Piatră
- Nicoreni (Nicorești)
- Ochiul Alb
- Palanca
  - Holoșnița Nouă
  - Șalvirii Noi
- Pelinia
  - Pelinia, loc.st.c.f
- Pervomaiscoe (Căetănești)
  - Sergheuca (Serghiești)
- Petreni
  - Popeștii Noi
- Popeștii de Jos
- Popeștii de Sus
- Sofia
- Șalvirii Vechi
  - Ceapaevca
  - Iliciovca
- Șuri
  - Șurii Noi
- Țarigrad
- Zgurița

## Distretto di Dubăsari
È diviso in 15 località: 11 comuni (che comprendono 4 villaggi):

### Comuni
- Cocieri
  - Vasilievca
- Corjova
  - Mahala
- Coșnița
  - Pohrebea
- Doroțcaia
- Holercani
- Marcăuți (Mărcăuți)
- Molovata
- Molovata Nouă
  - Roghi
- Oxentea (Oxintea)
- Pîrîta
- Ustia

## Distretto di Edineț
È diviso in 49 località: 2 città (che comprendono 4 villaggi) e 30 comuni (che comprendono 13 villaggi):

### Città
- Edineț
  - Alexăndreni (Alexăndrenii Noi)
  - Gordineștii Noi
- Cupcini (Cupcina)
  - Chetroșica Veche
  - Chiurt

### Comuni
- Alexeevca (Alexeni)
- Bădragii Noi
- Bădragii Vechi
- Bleșteni
  - Volodeni
- Brătușeni
  - Brătușenii Noi
- Brînzeni
- Burlănești
  - Buzdugeni
- Cepeleuți
  - Rîngaci
  - Vancicăuți (Vancicăuții Mici)
- Chetroșica Nouă
- Constantinovca (Constantinești)
  - Iachimeni
- Corpaci
- Cuconeștii Noi
  - Cuconeștii Vechi
- Fetești
- Gașpar
- Goleni
- Gordinești
- Hancăuți (Hâncăuți)
- Hincăuți (Chincăuți)
  - Clișcăuți
  - Poiana
- Hlinaia (Glina-Mare)
- Lopatnic
- Parcova
  - Fîntîna Albă
- Rotunda
  - Hlinaia Mică (Glina Mică)
- Ruseni
  - Slobodca (Slobozia)
- Stolniceni
- șofrîncani
- Terebna
- Tîrnova
- Trinca
- Viișoara
- Zăbriceni
  - Onești (Porciuleanca)

## Distretto di Fălești
È diviso in 76 località: 1 città (che comprende 1 villaggio) e 32 comuni (che comprendono 42 villaggi):

### Città
- Fălești
  - Fabrica de Zahăr

### Comuni
- Albinețul Vechi
  - Albinețul Nou
  - Rediul de Jos
  - Rediul de Sus
- Bocani
- Catranîc
- Călinești
- Călugăr
  - Frumușica
  - Socii Noi
  - Socii Vechi
- Chetriș
  - Chetrișul Nou
- Ciolacu Nou
  - Ciolacu Vechi
  - Făgădău
  - Pocrovca
  - șoltoaia
- Egorovca
  - Catranîc, loc.st.c.f.
  - Ciuluc
- Făleștii Noi
  - Pietrosul Nou
- Glinjeni
- Hiliuți
  - Răuțelul Nou
- Hîncești
- Horești
  - Lucăceni
  - Unteni
- Ilenuța
- Ișcălău
  - Burghelea
  - Doltu
- Izvoare
- Logofteni
  - Moldoveanca
- Mărăndeni
- Musteața
- Natalievca
  - Beleuți
  - Comarovca
  - Ivanovca
  - Popovca
  - Țapoc
- Năvîrneț
- Obreja Veche
  - Obreja Nouă
- Pietrosu
  - Măgura
  - Măgura Nouă
- Pînzăreni
  - Pînzărenii Noi
- Pîrlița
- Pompa
  - Pervomaisc
  - Suvorovca
- Pruteni
  - Cozmenii Vechi
  - Drujineni
  - Valea Rusului
- Răuțel
- Risipeni
  - Bocșa
- Sărata Veche
  - Hitrești
  - Sărata Nouă
- Scumpia
  - Hîrtop
  - Măgureanca
  - Nicolaevca
- Taxobeni
  - Hrubna Nouă
  - Vrănești

## Distretto di Florești
È diviso in 74 località: 3 città e 37 comuni (che comprendono 34 villaggi):

### Città
- Florești
- Ghindești
- Mărculești

### Comuni
- Alexeevca
  - Chirilovca
  - Dumitreni
  - Rădulenii Noi
- Băhrinești
- Cașunca
- Cernița
- Ciripcău
- Ciutulești
  - Ion Vodă
  - Mărinești
  - Sîrbești
- Coșernița
- Cuhureștii de Jos
  - Țipordei
- Cuhureștii de Sus
  - Nicolaevca
  - Unchitești
  - Unchitești, loc.st.c.f.
- Cunicea
- Domulgeni
- Frumușica
  - Frumușica Nouă
- Ghindești
  - Hîrtop
  - Țîra
  - Țîra, loc.st.c.f.
- Gura Camencii
  - Bobulești
  - Gvozdova
- Gura Căinarului
  - Zarojeni
- Iliciovca
  - Maiscoe
- Izvoare
  - Bezeni
  - Scăieni
- Japca
  - Bursuc
- Lunga
- Mărculești
- Năpadova
- Nicolaevca
  - Valea Rădoaiei
- Prajila
  - Antonovca
  - Frunzești
  - Mihailovca
- Prodănești
  - Căprești
- Putinești
- Rădulenii Vechi
- Roșietici
  - Cenușa
  - Roșieticii Vechi
- Sănătăuca
- Sevirova
  - Ivanovca
- Ștefănești
  - Prodăneștii Vechi
- Temeleuți
- Tîrgul Vertiujeni
- Trifănești
  - Alexandrovca
- Vărvăreuca
  - Stîrceni
- Văscăuți
  - Făgădău
  - Octeabriscoe
- Vertiujeni
- Zăluceni

## Distretto di Glodeni
È diviso in 35 località: 1 città (che comprende 1 villaggio) e 18 comuni (che comprendono 15 villaggi):

### Città
- Glodeni
  - Stîrcea

### Comuni
- Balatina
  - Clococenii Vechi
  - Lipovăț
  - Tomeștii Noi
  - Tomeștii Vechi
- Cajba
- Camenca
  - Brînzeni
  - Butești
  - Molești
- Ciuciulea
- Cobani
- Cuhnești
  - Bisericani
  - Cot
  - Movileni
  - Serghieni
- Danu
  - Camencuța
  - Nicolaevca
- Dușmani
- Fundurii Noi
- Fundurii Vechi
- Hîjdieni
- Iabloana
  - Soroca
- Limbenii Noi
- Limbenii Vechi
- Petrunea
- Sturzovca
- Ustia
- Viișoara
  - Moara Domnească

## Distretto di Hîncești
È diviso in 63 località: 1 città e 38 comuni (che comprendono 24 villaggi):

### Città
- Hîncești

### Comuni
- Bălceana
- Bobeica
  - Dahnovici
  - Drăgușeni
- Boghiceni
- Bozieni
  - Dubovca
- Bujor
- Buțeni
- Caracui
- Călmățui
- Cărpineni
  - Horjești
- Cățeleni
- Cioara
- Ciuciuleni
- Cotul Morii
  - Sărăteni
- Crasnoarmeiscoe
  - Tălăiești
- Dancu
- Drăgușenii Noi
  - Horodca
- Fîrlădeni
- Fundul Galbenei
- Ivanovca
  - Costești
  - Frasin
- Lăpușna
  - Anini
  - Rusca
- Leușeni
  - Feteasca
- Logănești
- Mereșeni
  - Sărata-Mereșeni
- Mingir
  - Semionovca
- Mirești
  - Chetroșeni
- Negrea
- Nemțeni
- Obileni
- Onești
  - Stîmbeni
- Pașcani
  - Pereni
- Pervomaiscoe
- Pogănești
  - Marchet
- Sărata-Galbenă
  - Brătianovca
  - Cărpineanca
  - Coroliovca
  - Valea Florii
- Secăreni
  - Cornești
  - Secărenii Noi
- Sofia
- Stolniceni
- Șipoteni
- Voinescu

## Distretto di Ialoveni
È diviso in 34 località: 1 città e 24 comuni (che comprendono 9 villaggi):

### Città
- Ialoveni

### Comuni
- Bardar
- Cărbuna
- Cigîrleni
- Costești
- Dănceni
- Gangura
  - Alexandrovca
  - Homuteanovca
  - Misovca
- Hansca
- Horești
- Horodca
- Malcoci
- Mileștii Mici
  - Piatra Albă
- Molești
- Nimoreni
- Pojăreni
- Puhoi
- Răzeni
  - Mileștii Noi
- Ruseștii Noi
  - Ruseștii Vechi
- Sociteni
- Suruceni
- Țipala
  - Bălțați
  - Budăi
- Ulmu
- Văratic
- Văsieni
- Zîmbreni
  - Găureni

## Distretto di Leova
È diviso in 39 località: 2 città (che comprende 1 villaggio) e 23 comuni (che comprendono 13 villaggi):

### Città
- Leova
- Iargara
  - Meșeni

### Comuni
- Băiuș
  - Cociulia Nouă
  - Hîrtop
- Beștemac
  - Pitești
- Borogani
- Cazangic
  - Frumușica
  - Seliște
- Ceadîr
- Cneazevca
  - Cîzlar
- Colibabovca
- Covurlui
- Cupcui
- Filipeni
- Hănăsenii Noi
  - Nicolaevca
- Orac
- Romanovca
- Sărata Nouă
- Sărata-Răzeși
- Sărăteni
  - Victoria
- Sărățica Nouă
  - Cîmpul Drept
- Sîrma
- Tigheci
  - Cuporani
- Tochile-Răducani
- Tomai
- Tomaiul Nou
  - Sărățica Veche
- Vozneseni
  - Troian
  - Troița

## Distretto di Nisporeni
È diviso in 39 località: 1 città e 22 comuni (che comprendono 16 villaggi):

### Città
- Nisporeni

### Comuni
- Bălănești
  - Găureni
- Bălăurești
- Bărboieni
- Boldurești
  - Băcșeni
  - Chilișoaia
- Bolțun
- Brătuleni
  - Cîrnești
- Bursuc
- Călimănești
- Ciorești
  - Vulcănești
- Ciutești
  - Valea Nîrnovei
- Cristești
- Grozești
- Iurceni
  - Mîrzoaia
- Marinici
  - Heleșteni
- Milești
- Seliște
  - Păruceni
- Soltănești
- Șișcani
  - Drojdieni
  - Odaia
- Valea-Trestieni
  - Isăicani
  - Luminița
  - Odobești
  - Selișteni
- Vărzărești
  - Șendreni
- Vînători
- Zberoaia

## Distretto di Ocnița
È diviso in 33 località: 3 città e 18 comuni (che comprendono 12 villaggi):

### Città
- Ocnița
- Frunză
- Otaci

### Comuni
- Bîrlădeni
  - Paladea
  - Rujnița
- Bîrnova
- Calarașovca
  - Berezovca
- Clocușna
- Corestăuți
  - Stălinești
- Dîngeni
  - Grinăuți
- Gîrbova
- Grinăuți-Moldova
  - Grinăuți-Raia
  - Rediul Mare
- Hădărăuți
- Lencăuți
  - Verejeni
- Lipnic
  - Paustova
- Mereșeuca
- Mihălășeni
  - Grinăuți
- Naslavcea
- Ocnița
  - Maiovca
- Sauca
- Unguri
- Vălcineț
  - Codreni

## Distretto di Orhei
È diviso in 75 località: 1 città e 37 comuni (che comprendono 37 villaggi)

### Città
- Orhei

### Comuni
- Berezlogi
  - Hîjdieni
- Biești
  - Cihoreni
  - Slobozia-Hodorogea
- Bolohan
- Brăviceni
- Bulăiești
- Chiperceni
  - Andreevca
  - Voroteț
- Ciocîlteni
  - Clișova Nouă
  - Fedoreuca
- Clișova
- Crihana
  - Cucuruzenii de Sus
  - Sirota
- Cucuruzeni
  - Ocnița-Răzeși
- Donici
  - Camencea
  - Pocșești
- Ghetlova
  - Hulboaca
  - Noroceni
- Isacova
- Ivancea
  - Brănești
  - Furceni
- Jora de Mijloc
  - Jora de Jos
  - Jora de Sus
  - Lopatna
- Mălăiești
  - Tîrzieni
- Mitoc
- Mîrzești
  - Mîrzaci
- Morozeni
  - Breanova
- Neculăieuca
- Pelivan
  - Cișmea
- Peresecina
- Piatra
  - Jeloboc
- Podgoreni
- Pohorniceni
- Pohrebeni
  - Izvoare
  - Șercani
- Puțintei
  - Dișcova
  - Vîprova
- Sămănanca
- Seliște
  - Lucășeuca
  - Mana
- Step-Soci
  - Budăi
- Susleni
- Teleșeu
- Trebujeni
  - Butuceni
  - Morovaia
- Vatici
  - Curchi
  - Tabăra
- Vîșcăuți
- Zahoreni
- Zorile
  - Inculeț
  - Ocnița-Țărani

## Distretto di Rezina
È diviso in 41 località: 1 città (che comprende 3 villaggi) e 24 comuni (che comprendono 13 villaggi):

### Città
- Rezina
  - Boșernița
  - Ciorna
  - Stohnaia

### Comuni
- Bușăuca
- Cinișeuți
- Cogîlniceni
- Cuizăuca
- Echimăuți
- Ghiduleni
  - Roșcanii de Jos
  - Roșcanii de Sus
- Gordinești
- Horodiște
  - Slobozia-Horodiște
- Ignăței
- Lalova
  - Nistreni
  - Țîpova
- Lipceni
- Mateuți
- Meșeni
- Mincenii de Jos
  - Mincenii de Sus
- Otac
- Păpăuți
- Peciște
- Pereni
  - Roșcani
- Pripiceni-Răzeși
  - Pripiceni-Curchi
- Saharna Nouă
  - Buciușca
  - Saharna
- Sîrcova
  - Piscărești
- Solonceni
  - Tarasova
- Trifești
- Țareuca
  - Țahnăuți

## Distretto di Rîșcani
È diviso in 55 località: 2 città (che comprendono 6 villaggi) e 26 comuni (che comprendono 21 villaggi):

### Città
- Rîșcani
  - Balanul Nou
  - Rămăzan
- Costești
  - Dămășcani
  - Duruitoarea
  - Păscăuți
  - Proscureni

### Comuni
- Alexăndrești
  - Cucuieții Noi
  - Cucuieții Vechi
  - Ivănești
- Aluniș
- Borosenii Noi
- Braniște
  - Avrămeni
  - Reteni
  - Reteni-Vasileuți
- Corlăteni
- Duruitoarea Nouă
  - Dumeni
- Gălășeni
  - Mălăiești
- Grinăuți
  - Ciobanovca
- Hiliuți
- Horodiște
- Malinovscoe
  - Lupăria
- Mihăileni
- Nihoreni
- Petrușeni
- Pîrjota
- Pociumbăuți
- Pociumbeni
  - Druța
- Răcăria
  - Ușurei
- Recea
  - Slobozia-Recea
  - Sverdiac
- Singureni
- Sturzeni
- Șaptebani
- Șumna
  - Bulhac
  - Cepăria
- Vasileuți
  - Armanca
  - Ciubara
  - Mihăilenii Noi
  - Moșeni
  - Știubeieni
- Văratic
- Zăicani

## Distretto di Sîngerei
È diviso in 70 località: 2 città (che comprende 1 villaggio) e 24 comuni (che comprendono 43 villaggi):

### Città
- Sîngerei
  - Vrănești
- Biruința

### Comuni
- Alexăndreni
  - Grigorești
  - Heciul Vechi
  - Țiplești
  - Țipletești
- Bălășești
  - Sloveanca
- Bilicenii Noi
  - Lipovanca
  - Mîndreștii Noi
- Bilicenii Vechi
  - Coada Iazului
- Bursuceni
  - Slobozia-Măgura
- Chișcăreni
  - Nicolaevca
  - Slobozia-Chișcăreni
- Ciuciuieni
  - Brejeni
- Copăceni
  - Antonovca
  - Evghenievca
  - Gavrilovca
  - Petrovca
  - Vladimireuca
- Coșcodeni
  - Bobletici
  - Flămînzeni
- Cotiujenii Mici
  - Alexeuca
  - Gura-Oituz
- Cubolta
  - Mărășești
- Dobrogea Veche
  - Cotovca
  - Dobrogea Nouă
- Drăgănești
  - Chirileni
  - Sacarovca
- Dumbrăvița
  - Bocancea-Schit
  - Valea lui Vlad
- Grigorăuca
  - Cozești
  - Petropavlovca
- Heciul Nou
  - Trifănești
- Iezărenii Vechi
  - Iezărenii Noi
- Izvoare
  - Valea Norocului
- Pepeni
  - Pepenii Noi
  - Răzălăi
  - Romanovca
- Prepelița
  - Clișcăuți
  - Mihailovca
  - Șestaci
- Rădoaia
- Sîngereii Noi
  - Mărinești
- Tăura Veche
  - Tăura Nouă
- Țambula
  - Octeabriscoe
  - Pălăria

## Distretto di Soroca
È diviso in 68 località: 1 città e 34 comuni (che comprendono 33 villaggi):

### Città
- Soroca

### Comuni
- Bădiceni
  - Grigorăuca
- Băxani
- Bulboci
  - Bulbocii Noi
- Căinarii Vechi
  - Floriceni
- Cosăuți
  - Iorjnița
- Cremenciug
  - Livezi
  - Sobari
  - Valea
- Dărcăuți
  - Dărcăuții Noi
  - Mălcăuți
- Dubna
- Egoreni
- Holoșnița
  - Cureșnița
- Hristici
- Iarova
  - Balinți
  - Balinții Noi
- Nimereuca
  - Cerlina
- Oclanda
- Ocolina
  - Țepilova
- Parcani
  - Voloave
- Pîrlița
  - Vanțina
  - Vanțina Mică
- Racovăț
- Redi-Cereșnovăț
- Regina Maria
  - Lugovoe
- Rublenița
  - Rublenița Nouă
- Rudi
- Schineni
  - Schinenii Noi
- Stoicani
  - Soloneț
- Șeptelici
- Șolcani
  - Cureșnița Nouă
- Tătărăuca Veche
  - Decebal
  - Niorcani
  - Slobozia Nouă
  - Tătărăuca Nouă
  - Tolocănești
- Trifăuți
- Vasilcău
  - Inundeni
  - Ruslanovca
- Vădeni
  - Dumbrăveni
- Vărăncău
  - Slobozia-Cremene
  - Slobozia-Vărăncău
- Visoca
- Volovița
  - Alexandru cel Bun
- Zastînca

## Distretto di Strășeni
È diviso in 39 località: 2 città (che comprendono 2 villaggi) e 25 comuni (che comprendono 10 villaggi):

### Città
- Strășeni
  - Făgureni
- Bucovăț
  - Rassvet

### Comuni
- Căpriana
- Chirianca
- Codreanca
  - Lupa-Recea
- Cojușna
- Dolna
- Gălești
  - Găleștii Noi
- Ghelăuza
  - Saca
- Greblești
  - Mărtinești
- Lozova
  - Stejăreni
- Micăuți
  - Gornoe
- Micleușeni
  - Huzun
- Negrești
- Onești
- Pănășești
  - Ciobanca
- Rădeni
  - Drăgușeni
  - Zamcioji
- Recea
- Romănești
- Roșcani
- Scoreni
- Sireți
- Tătărești
- Țigănești
- Voinova
- Vorniceni
- Zubrești

## Distretto di Șoldănești
È diviso in 33 località: 1 città e 22 comuni (che comprendono 10 villaggi):

### Città
- Șoldănești

### Comuni
- Alcedar
  - Curătura
  - Odaia
- Chipeșca
- Climăuții de Jos
  - Cot
- Cobîlea
- Cotiujenii Mari
  - Cobîlea, loc. st. c. f.
  - Cușelăuca
- Cușmirca
- Dobrușa
  - Recești
  - Zahorna
- Fuzăuca
- Găuzeni
- Glinjeni
- Mihuleni
- Olișcani
- Parcani
- Pohoarna
- Poiana
- Răspopeni
- Rogojeni
  - Rogojeni, loc. st. c. f.
- Salcia
  - Lelina
- Sămășcani
- Șestaci
- Șipca
- Vadul-Rașcov
  - Socola

## Distretto di Ștefan Vodă
È diviso in 26 località: 1 città e 22 comuni (che comprendono 3 villaggi):

### Città
- Ștefan Vodă

### Comuni
- Alava
  - Lazo
- Antonești
- Brezoaia
- Carahasani
- Căplani
- Coiburciu
- Copceac
- Crocmaz
- Ermoclia
- Feștelița
- Marianca de Jos
- Olănești
- Palanca
- Popeasca
- Purcari
  - Viișoara
- Răscăieți
  - Răscăieții Noi
- Semionovca
- Slobozia
- Ștefănești
- Talmaza
- Tudora
- Volintiri

## Distretto di Taraclia
È diviso in 26 località: 1 città e 14 comuni (che comprendono 11 villaggi):

### Città
- Taraclia

### Comuni
- Albota de Jos
  - Hagichioi
  - Hîrtop
- Albota de Sus
  - Roșița
  - Sofievca
- Aluatu
- Balabanu
- Budăi
  - Dermengi
- Cairaclia
- Cealîc
  - Cortenul Nou
  - Samurza
- Corten
- Musaitu
- Novosiolovca
- Salcia
  - Orehovca
- Tvardița
- Valea Perjei
- Vinogradovca
  - Chirilovca
  - Ciumai
  - Mirnoe

## Distretto di Telenești
È diviso in 54 località: 1 città (che comprende 2 villaggi) e 30 comuni (che comprendono 21 villaggi):

### Città
- Telenești
  - Mihălașa
  - Mihălașa Nouă

### Comuni
- Bănești
  - Băneștii Noi
- Bogzești
- Brînzenii Noi
  - Brînzenii Vechi
- Budăi
- Căzănești
  - Vadul-Leca
  - Vadul-Leca Nou
- Chiștelnița
- Chițcanii Vechi
  - Chițcanii Noi
- Ciulucani
- Cîșla
- Codrul Nou
- Coropceni
- Crăsnășeni
- Ghiliceni
  - Cucioaia
  - Cucioaia Nouă
- Hirișeni
- Inești
- Leușeni
- Mîndrești
  - Codru
- Negureni
  - Chersac
  - Dobrușa
- Nucăreni
- Ordășei
- Pistruieni
  - Hîrtop
  - Pistruienii Noi
- Ratuș
  - Mîndra
  - Sărătenii Noi
  - Zăicani
  - Zăicanii Noi
- Sărătenii Vechi
  - Zahareuca
- Scorțeni
- Suhuluceni
  - Ghermănești
- Tîrșiței
  - Flutura
- Țînțăreni
- Văsieni
- Verejeni
- Zgărdești
  - Bondareuca
  - Ciofu

## Distretto di Ungheni
È diviso in 74 località: 2 città (che comprendono 1 villaggio) e 31 comuni (che comprendono 41 villaggi):

### Città
- Ungheni
- Cornești
  - Romanovca

### Comuni
- Agronomovca
  - Negurenii Noi
  - Zăzulenii Noi
- Alexeevca
  - Lidovca
  - Săghieni
- Boghenii Noi
  - Boghenii Vechi
  - Izvoreni
  - Mircești
  - Poiana
- Buciumeni
  - Buciumeni, loc. st. c. f.
  - Florești
- Bumbăta
- Bușila
- Cetireni
- Chirileni
- Cioropcani
  - Bulhac
  - Stolniceni
- Condrătești
  - Curtoaia
- Cornești
- Cornova
- Costuleni
- Florițoaia Veche
  - Florițoaia Nouă
  - Grozasca
- Hîrcești
  - Drujba
  - Leordoaia
  - Mînzătești
  - Veverița
- Măcărești
  - Frăsinești
- Măgurele
- Mănoilești
  - Novaia Nicolaevca
  - Rezina
  - Vulpești
- Morenii Noi
  - Șicovăț
- Năpădeni
- Negurenii Vechi
  - Coșeni
  - Țîghira
  - Zăzulenii Vechi
- Petrești
  - Medeleni
  - Petrești, loc. st. c. f.
- Pîrlița
  - Hristoforovca
- Rădenii Vechi
- Sculeni
  - Blindești
  - Floreni
  - Gherman
- Sinești
  - Pojarna
- Teșcureni
- Todirești
  - Grăseni
- Unțești
- Valea Mare
  - Buzduganii de Jos
  - Buzduganii de Sus
  - Morenii Vechi
- Zagarancea
  - Elizavetovca
  - Semeni

## Bălți
La municipalità è divisa in 1 città e 2 comuni:

### Città
Bălți

### Comuni
- Elizaveta
- Sadovoe

## Bender
La municipalità è divisa in una città e un comune:

### Città
- Bender

### Comuni
- Proteagailovca

## Chișinău
La municipalità è divisa in 7 città, 12 comuni e 14 villaggi:

### Città
- Chișinău
- Codru
- Cricova
- Durlești
- Sîngera
- Vadul lui Vodă
- Vatra

### Comuni
- Băcioi
- Bubuieci
- Budești
- Ciorescu
- Colonița
- Condrița
- Cruzești
- Ghidighici
- Grătiești
- Stăuceni
- Tohatin
- Trușeni

## Gagauzia
È diviso in una municipalità, 2 città (che comprendono 1 villaggio) e 23 comuni (che comprendono 5 villaggi):

### Municipalità
- Comrat

### Città
- Ceadîr-Lunga
- Vulcanești
  - Vulcănești, loc. st. c. f.

### Comuni
- Avdarma
- Baurci
- Beșalma
- Beșghioz (Beș-Ghioz)
- Bugeac
- Carbalia
- Cazaclia
- Chioselia Rusă (Chioselia Mică)
- Chiriet-Lunga
- Chirsova
- Cioc-Maidan
- Cișmichioi (Cișmechioi)
- Congaz
- Congazcicul de Sus (Congazul-Mic)
  - Congazcicul de Jos
  - Dudulești
- Copceac (Tatar-Copceac)
- Cotovscoe (Cârlăneni)
- Dezghingea (Dezghinge)
- Etulia
  - Etulia Nouă
  - Etulia, loc. st. c. f.
- Ferapontievca (Feraponteanca)
- Gaidar	(Gaidari)
- Joltai (Djoltai)
- Svetlîi (Denevița)
  - Alexeevca (Alexeeni)
- Tomai

## Transnistria
È diviso in 147 località: una municipalità, 9 città (che comprendono 2 villaggi) e 69 comuni (che comprendono 66 villaggi):

### Municipalità
- Tiraspol

### Città
- Camenca
  - Solnecinoe
- Crasnoe
- Dnestrovsc
- Dubăsari
- Grigoriopol
  - Crasnoe
- Maiac
- Rîbnița
- Slobozia
- Tiraspol Nou

### Comuni
- Andreevca
  - Pîcalova
  - Șmalena
- Beloci
- Bîcioc
  - Novovladimirovca
- Blijnii Hutor
- Broșteni
- Butor
  - India
- Butuceni
- Caragaș
- Caterinovca
  - Sadchi
- Carmanova
  - Cotovca
  - Fedoseevca
  - Mocearovca
- Cioburciu
- Cobasna
  - Suhaia Rîbnița
  - Cobasna, loc. st. c. f.
- Colosova
  - Crasnaia Besarabia
  - Pobeda
- Comisarovca Nouă
  - Bosca
  - Coșnița Nouă
  - Pohrebea Nouă
- Corotna
- Crasnencoe
  - Dimitrova
  - Ivanovca
- Crasnîi Octeabri
  - Alexandrovca
- Crasnîi Vinogradari
  - Afanasievca
  - Alexandrovca Nouă
  - Calinovca
  - Lunga Nouă
- Crasnogorca
- Cuzmin
  - Voitovca
- Delacău
  - Crasnaia Gorca
- Doibani I
  - Doibani II
  - Coicova
- Dubău
  - Goianul Nou
- Dzerjinscoe
- Frunză
  - Andriașevca Nouă
  - Andriașevca Veche
  - Novocotovsc
  - Priozernoe
  - Uiutnoe
  - Novosavițcaia, loc. st. c. f.
- Ghidirim
- Goian
  - Iagorlîc
- Haraba
- Harmațca
- Hîrjău
  - Mihailovca Nouă
  - Sărăței
- Hîrtop
  - Bruslachi
  - Marian
  - Mocreachi
- Hlinaia (Grigoriopol)
- Hlinaia (Slobozia)
- Hristovaia
- Hrușca
  - Frunzăuca
- Jura
- Lenin
  - Pervomaisc
  - Pobeda
  - Stanislavca
- Lunga
- Mălăiești
  - Cernița
- Mihailovca
- Mocra
  - Basarabca
  - Șevcenco
  - Zaporojeț
- Molochișul Mare
- Nezavertailovca
- Ocnița
- Ofatinți
  - Novaia Jizni
- Parcani
- Pervomaisc
- Plopi
- Podoima
  - Podoimița
- Popencu
  - Chirov
  - Vladimirovca
  - Zăzuleni
- Rașcov
  - Iantarnoe
- Rotari
  - Bodeni
  - Socolovca
- Severinovca
- Slobozia-Rașcov
- Sovetscoe
  - Vasilievca
- Speia
- Stroiești
- Sucleia
- Șipca
  - Vesioloe
- Tașlîc
- Teiu
  - Tocmagiu
- Tîrnauca
- Țîbuleuca
- Ulmu
  - Ulmul Mic
  - Lîsaia Gora
- Vadul Turcului
  - Molochișul Mic
- Valea Adîncă
  - Constantinovca
- Vărăncău
  - Buschi
  - Gherșunovca
- Vinogradnoe
- Vladimirovca
  - Constantinovca
  - Nicolscoe